# Anwick
Anwick – wieś w Anglii, w hrabstwie Lincolnshire, w dystrykcie North Kesteven. Leży 26 km na południowy wschód od Lincoln i 171 km na północ od Londynu.